# Xã Helena, Quận Griggs, Bắc Dakota
Xã Helena (tiếng Anh: Helena Township) là một xã thuộc quận Griggs, tiểu bang Bắc Dakota, Hoa Kỳ. Năm 2010, dân số của xã này là 50 người.